# Alena Chadimová
Alena Chadimová (Olomouc, 22 novembre 1931) è un'ex ginnasta ceca, medaglia di bronzo olimpica per la Cecoslovacchia alle Olimpiadi estive del 1952 a Helsinki e ai campionati mondiali di Roma 1954, entrambe nella competizione a squadre.

## Biografia
Alena Chadimová è nata a Olomouc, una città universitaria della Moravia, capitale della omonima regione nella Repubblica Ceca.

## Carriera
Ha fatto il suo debutto olimpico nella ginnastica artistica nell'edizione del 1952, tenutasi a Helsinki., quando ha ottenuto il bronzo per la Repubblica Ceca nella categoria a squadre, insieme alle sue compagne di squadra (Hana Bobková, Jana Rabasová, Alena Reichová, Matylda Šínová, Božena Srncová, Věra Vančurová ed Eva Věchtová. La squadra è stata battuta dall'Unione Sovietica e dell'Ungheria, che si sono assicurate rispettivamente l'oro e l'argento. Nella categoria dei dispositivi portatili, la squadra ceca si è comunque classificata al sesto posto per squadre.
Oltre alla competizione a squadre, Chadimová ha gareggiato anche in una serie di categorie individuali come all-around femminile, dove è arrivata al 20º posto e corpo libero, dove si è piazzata sempre 20esima, così come la svedese Gun Röring. Poi parallele asimmetriche, 35esima, a pari merito con la polacca Urszula Łukomska) e trave olimpica, piazzandosi al 22º posto, stesso posizione dell'atleta svedese Gun Röring.
Due anni dopo, ai Mondiali di Roma del 1954, insieme alla squadra formata da Eva Bosáková, Miroslava Brdičková, Věra Drazdíková, Zdena Lizkova, Anna Marejková, Alena Reichová e Věra Vančurová. ha vinto il terzo posto. Con il bronzo, la squadra ceca ha raggiunto nuovamente il podio, nell'edizione in cui la classifica è stata la stessa di Helsinki, con l'Unione Sovietica vincitrice dell'oro e l'Ungheria dell'argento.

## Palmarès

### Internazionale
- Giochi olimpici:
  - Medaglia di bronzo: Helsinki 1952 (concorso a squadre)
- Mondiali:
  - Medaglia di bronzo: Roma 1954 (concorso a squadre)